# Lindorfo Alarcón Hevia
Lindorfo Alarcón Hevia (Vichuquén, 11 de junio de 1871-Santiago, ¿?) fue un periodista y político chileno, miembro del Partido Demócrata.

## Familia y estudios
Nació en Vichuquén, el 11 de junio del 1871; hijo Anselmo Alarcón Díaz y Paulina Hevia. Hizo sus estudios primarios en su lugar natal. Fue un autodidacta a base de lecturas.
Se casó con Rudecinda Venegas, con quien tuvo una hija, Olga Elvira.

## Carrera política
Perteneció al Partido Demócrata, desde 1895 y tuvo, dentro de esta colectividad una «situación definida de respeto y consideración por sus servicios a la causa del pueblo».
En 1889 sirvió en la gobernación de Vichuquén como oficial de pluma hasta el 30 de agosto de 1891, puesto donde supo conquistarse la estimación de su superior jerárquico, al mismo tiempo que blandía sus primeras armas en el palenque del periodismo por las doctrinas de la verdadera democracia.
Entre 1906 y 1907 permaneció en el Puerto de Tocopilla como tesorero municipal, continuando ahí sus campañas a favor de su partido y sirviendo en la Municipalidad de esa comuna.
En las elecciones parlamentarias de 1909, llegó al Congreso Nacional, al ser elegido como diputado por las agrupaciones de Taltal y Tocopilla, por el periodo legislativo 1909-1912. Durante su gestión, el 7 de agosto de 1911 fue elegido como segundo vicepresidente de la Cámara de Diputados, ejerciendo la labor hasta marzo de 1912. En las elecciones parlamentarias de 1912, obtuvo la reelección en la diputación, por el periodo 1912-1915. En la instrucción pública se preocupó, obteniendo subvenciones para varias escuelas nocturnas de Santiago, Antofagasta, Taltal, Quillota y Valparaíso. En la cámara baja fue miembro de la Comisión de Instrucción y luchó por el mejoramiento del profesorado.
Tras dejar el Congreso, fue durante tres años, primer vicepresidente del directorio general del Partido Demócrata.
Entre otras actividades, fue miembro de diversas instituciones de Santiago, Antofagasta, Taltal y Tocopilla. Se preocupó por el adelanto de los pueblos del norte, persiguiendo con tenacidad el mejoramiento de los servicios locales.
En 1917 fue nombrado como gobernador de Río Bueno, seguidamente como intendente de Llanquihue entre 1918 y 1921 e inspector de Casas de Préstamos en 1921, estos dos últimos bajo la primera presidencia del liberal Arturo Alessandri. Bajo el segundo gobierno de este, fue designado como gobernador de Tocopilla, en 1932.
Fundó el diario El noticiero, periódico de afiliación demócrata.